# Cattedrale del Dolcissimo Nome di Maria
La cattedrale del Dolcissimo Nome di Maria è la chiesa cattedrale dell'arcidiocesi di Agaña, a Guam.

## Storia
La cattedrale del Dolcissimo Nome di Maria è situata sul sito in cui, nel 1669, venne edificata, grazie al patrocinio economico della regina Maria Anna del Palatinato-Neuburg e alla terra offerta dal capo Quipuha dei Chamorro, la prima chiesa cattolica a Guam sotto la guida del gesuita spagnolo Diego Luís de San Vitores poi consacrata il 2 febbraio dello stesso anno. La costruzione originale era una semplice cappella realizzata con tronchi grezzi e paglia e costituiva il punto focale intorno a cui gli edifici amministrativi vennero poi costruiti.
Negli anni seguenti la struttura venne modificata e rafforzata con l'utilizzo di pietre di corallo nella muratura. Un affresco sulla parete posteriore raffigurava l'Assunzione della Beata Vergine Maria.
Distrutta dai bombardamenti durante la riconquista di Guam, nella seconda guerra mondiale, fu, poi, riedificata ed inaugurata nella forma attuale il 20 aprile 1959.
Il 25 marzo 1985 è stata elevata a basilica minore.

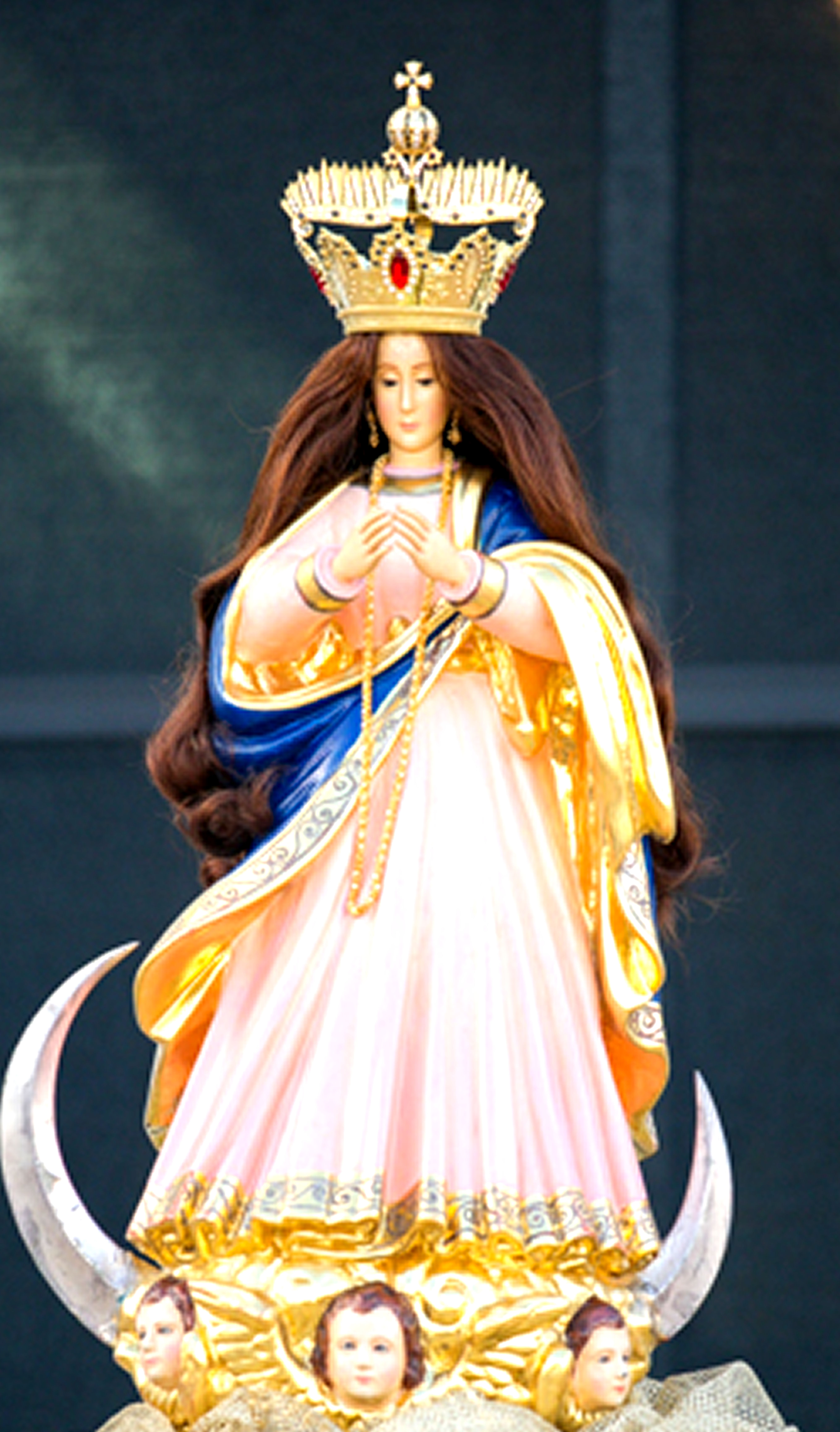
Nostra Signora di Camarin

### Interni
All'interno, la cattedrale contiene la statua molto venerata della Nostra Signora di Camarin, Patrona di Guam. Sopra la Cappella di Santa Teresa di Lisieux è posto il National Museum of the Dulce Nombre.